# Denys-Drash-Syndrom
Das Denys-Drash-Syndrom bezeichnet ein seltenes, sporadisch auftretendes Krankheitsbild mit der Trias von schweren Genitalfehlbildungen (Pseudohermaphroditismus), bösartigem, embryonalen Nierentumor Wilms-Tumor und Wucherung der Bindegewebszellen in den Nierenkörperchen (Mesangiosklerose) mit frühzeitigem Nierenversagen. Es wurde 1967 erstmals im frankophonen Sprachraum durch den französischen Pädiater P. Denys beschrieben. Unabhängig hiervon erfolgte eine ähnliche Beschreibung drei Jahre später durch A. Drash. Insgesamt sind etwa 150 Fälle mit diesem Krankheitsbild veröffentlicht worden.

## Ursache
Bei den meisten Patienten wurde eine dominante Mutation im Exon 8 oder 9 eines Gens gefunden, das auch für einen Wilms-Tumor prädisponiert, dem WT1-Gen. Diese Gen kodiert für ein Zinkfingerprotein, das wahrscheinlich als Transkriptionsfaktor eine entscheidende Rolle in der Entwicklung des Urogenitaltraktes spielt. Da es sich in der Regel um Neumutationen handelt, ist das Wiederholungsrisiko extrem gering.

## Symptome
Neben direkt nach der Geburt offensichtlichen Fehlbildungen des äußeren Genitales entwickeln die betroffenen Kinder eine Vermehrung spezieller Bindegewebszellen in den Nierenkörperchen, der sogenannten Mesangiumzellen. Diese diffuse Mesangiosklerose, (DMS) führt zu einem erheblichen Eiweißverlust über den Urin mit der Folge eines nephrotischen Syndroms. Da dieses nicht auf die übliche Behandlung mit Cortison reagiert, erleiden die Kinder nach ein bis vier Jahren ein chronisches Nierenversagen. Ein bösartiger Tumor, der von embryonalen Geweberesten der Niere ausgeht, (Nephroblastom oder Wilms-Tumor) kann das erste Symptom des Syndroms sein.

## Differentialdiagnose
Abzugrenzen ist u. a. das Frasier-Syndrom.

## Therapie
Eine ursächliche Behandlung ist nicht möglich. Die Therapie besteht daher aus unterstützenden Maßnahmen wie angemessener Ernährung, Vorbeugung vor und Behandlung von Infektionen und symptomatischer Behandlung der Nierenprobleme. Die üblichen Medikamente können den Eiweißverlust über die Nieren nicht beeinflussen. Bei eingetretenem Nierenversagen ist eine Nierentransplantation aber möglich, da eine transplantierte Niere die Mutation nicht trägt und von der Krankheit verschont bleibt.